# JC·冈萨雷斯
胡安·卡米洛·冈萨雷斯（西班牙語：Juan Camilo González，1990年3月8日—），也即JC·冈萨雷斯，是一名哥伦比亚演员与创作歌手。他于2009年在德克萨斯州参与拍摄了一个广告，从此开始其职业生涯。他还是音樂電視網真人秀节目《Making Menudo》候选人之一，该节目会从中选出二十五位双语男歌手。冈萨雷斯也曾于电视或电影中登场，例如《公园与游憩》与《Los Americans》等。

## 早年经历
冈萨雷斯出生于哥伦比亚波哥大，有两个年幼的弟弟和妹妹。他小时候被归类为多动儿童，并因此得到一个昵称——「terremoto」（意为「地震」）。七岁时，他与家人移居美国休斯顿，以便为其弟弟提供治疗。
冈萨雷斯则在德克萨斯州舒格兰的克莱门茨高中读书。

## 职业生涯

### 音乐
冈萨雷斯开始主要录制一些原始材料，例如为安立奎·伊格萊西亞斯及尼基歌曲《El Perdón》混音。2016年，冈萨雷斯开始准备其首张个人专辑，名为《Awak》。其中收录了一些英语和西班牙语歌曲，包括拉丁节奏及美国说唱与流行音乐。

### 电视和电影
冈萨雷斯在德克萨斯州首次拍摄电视广告，开始了其职业生涯。从高中毕业后，他搬迁到洛杉矶，开始拍摄广告与电视节目系列。他曾为福特、本田、AT&T等拍摄过广告。
在2007年1月，冈萨雷斯开始试镜洛杉矶的《Making Menudo》节目，但并未成功。于是他开始学习舞蹈课程，后于達拉斯再度试镜，被波多黎各歌手Luis Fonsi及无线电播音员Daniel Luna选为二十五名双语歌手之一，并来到纽约参演《Road to Menudo》系列。后来又从中选出15人继续出演《Making Menudo》，冈萨雷斯便是其中之一。这15人一起在南部海滩练习了四个月的歌舞。
2009年，冈萨雷斯出演《公园与游憩：姐妹城市》一集的委内瑞拉实习生Jhonny。
2010年，冈萨雷斯在《Can't Get You Out of My Mind》中擔任主演。他还参演了《Locked Up Abroad》、《The Hard Times of RJ Berger》、《How to Rock》以及《为人父母》等作品。同年，他于《胜利之歌》Survival of the Hottest一集中亮相。
冈萨雷斯领衔主演了《Los Americans》，这是一部网络影视系列，于2011年5月开映。2013年，他出演了另一部网络剧《Blue》。他亦有参与其他的网络剧作。2015年， 他在《海军罪案调查处：新奥尔良》Blue Christmas一集中扮演了Jake。

## 个人生活
冈萨雷斯在德克萨斯州休斯顿市郊的舒格兰长大，现在居于加利福尼亚州洛杉矶。